# Francesco Bianchini (XVIe siècle)
Pour les articles homonymes, voir Francesco Bianchini (homonymie) et Bianchini.
Francesco Bianchini [François Blanchin], originaire de Venise, est un compositeur et luthiste actif à Lyon vers 1547-1548.

## Biographie
Rien de précis n’est connu sur sa vie. Il se dit vénitien, et est probablement lié à la famille du facteur d’instruments vénitien Tiziano Bianchini. On peut supposer qu’il était à Lyon autour de 1547, mais aucune trace de sa présence dans cette ville n’a encore été trouvée.

## Œuvres

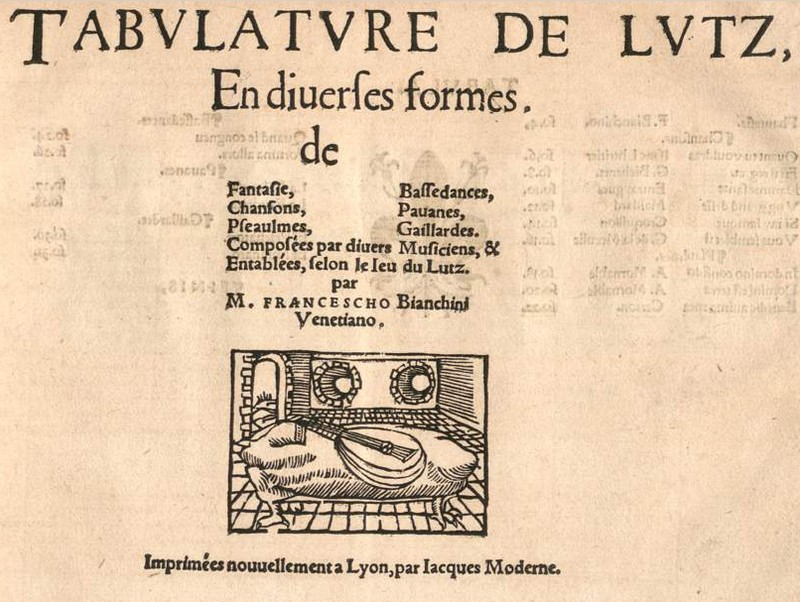
Page de titre de la tablature pour luth de Francesco Bianchini (Lyon : Jacques Moderne, c. 1547).

- Tabulature de lutz, en diverses formes de fantaisie, bassedances, chansons, pavanes, psaulmes, gaillardes ; Composée par diver musiciens, & entablées selon le jeu du lutz, par M. Francescho Bianchini Venetiano. Imprimées nouvellement à Lyon, par Jacques Moderne. RISM 154727, Pogue 1969 n° 51, Brown 1965 n° 154?-1. München BSB : Mus. pr. 4° 158/i.

Cette tablature, en notation italienne, est la première tablature de luth publiée à Lyon. La dédicace « à illustre & révérendissime seigneur François Gouffier, évêque de Béziers » est signée « François Blanchin ». Elle permet de dater l’édition, puisque François Gouffier, chevalier de l’ordre de Malte, n’a été évêque de Béziers que d’octobre 1546 à décembre 1547. Les liens entre Bianchini et Gouffier ne sont d’ailleurs pas connus.
La tablature contient : 
- une fantaisie de Bianchini qui réutilise des extraits de ricercari de Julio Segni ;
- six chansons mises en tablatures de luth, de Isac Lhéritier, G. Bichenet, Entraygues, Jean Maillard, Thomas Créquillon et Guillaume de La Mœulle, dont aucune n’a été précédemment publiée à Lyon par Jacques Moderne ;
- trois psaumes mis en tablature, d’Antoine de Mornable (2) et Pierre Certon, qui portent malgré leur titre latin sont des mises en tablature de psaumes français traduits par Clément Marot ;
- six dances : 2 basse danses (sur des chansons de Pierre Sandrin et de Pierre Cléreau), deux pavanes et deux gaillardes, ces quatre dernières pièces affublées de noms italiens.

Cette tablature peut être considérée comme une œuvre charnière en ce sens que c’est la première édition où apparaît le terme « fantaisie », et la dernière où est publiée une « basse danse ». Elle représente une étape dans l’évolution des tablatures de luth composées en France, entre celles qui paraissent chez Pierre Attaingnant (1529) et celles qui paraissent ensuite chez Adrian Le Roy et Robert Ballard dans les années 1550.
Édition moderne : Œuvres de Francesco Bianchini (François Blanchin) : tablature de luth, Lyon, Jacques Moderne, 1547. Ed. Christophe Dupraz. Paris : CNRS Editions, 1996 (Corpus des luthistes français).
Fac-similé : Tree edition, 2010.
On ne connaît aucune autre œuvre de lui.